# Битка код Кукуша
Битка код Кукуша је била битка између Краљевине Грчке и Краљевине Бугарске у Другом балканском рату. Обе војске су претрпеле велике губитке, али је победа припала Грцима, што је био и њихов највећи успех у рату.

## Позадина
У октобру 1912. године Србија, Црна Гора, Бугарска и Грчка су основали Балкански савез с циљем да протерају Турке с Балкана. Краљевина Црна Гора је прва објавила рат Турској. После Црне Горе у напад на Турску кренуле су остале чланице савеза. Турци су доживели поразе на свим фронтовима. Најзначајнији успех је постигла српска војска која је после победе у Кумановској бици напредовала према југу, одбацила турску вардарску армију и ослободила велики део данашње Македоније. Српска и црногорска војска су ослободиле Рашку и Метохију. Након тога, склопљен Лондонски споразум који је због неслагања довео до Другог балканског рата.

## Почетак битке
Бугарска 2. армија у јужној Македонији је држала линију од Дојранског језера према југоистоку преко језера Лангаза (данашње Језеро Коронија) и Бешика (данашње језеро Волви), па до луке Кавала у Егејском мору. Бугарска војска је бројила 40.000 војника, исцрпљених у борбама из Првог балканског рата. Армијом је командовао генерал Никола Иванов и састојала се од две дивизије. Грчка војска, под командом краља Константина, имала је девет пешадијских дивизија и једну коњичку дивизију (укупно 120.000 људи). Бугари су заузели одбрамбене положаје код Кукуша, а поседовали су и претходно заробљене турске топове који су доминирали равницом. Грци су 3. јула кренули у јуриш уз подршку артиљерије. Уз доста губитака, успели су да заузму бугарске ровове. У међувремену, с леве бугарске стране, Седма (грчка) дивизија је освојила Нигриту, а Прва и Шеста дивизија Лахану. Са десне стране је освојена Ђевђелија и врх Матсикова. Тако је бугарска линија за повлачење код Дорјана била угрожена и Ивановљева армија је започела одступање које је претило да постане неконтролисано.

## Исход битке
Дана 24. јула 1913. године битка се завршила бугарским повлачењем и грчком победом. Бугари су имали 7.000 погинулих 6.000 заробљених војника и 130 топова а Грци су имали 8.700 погинулих. После овог пораза, Бугари су тада почели да нападају српске положаје у централној Македонији.